# Pervari

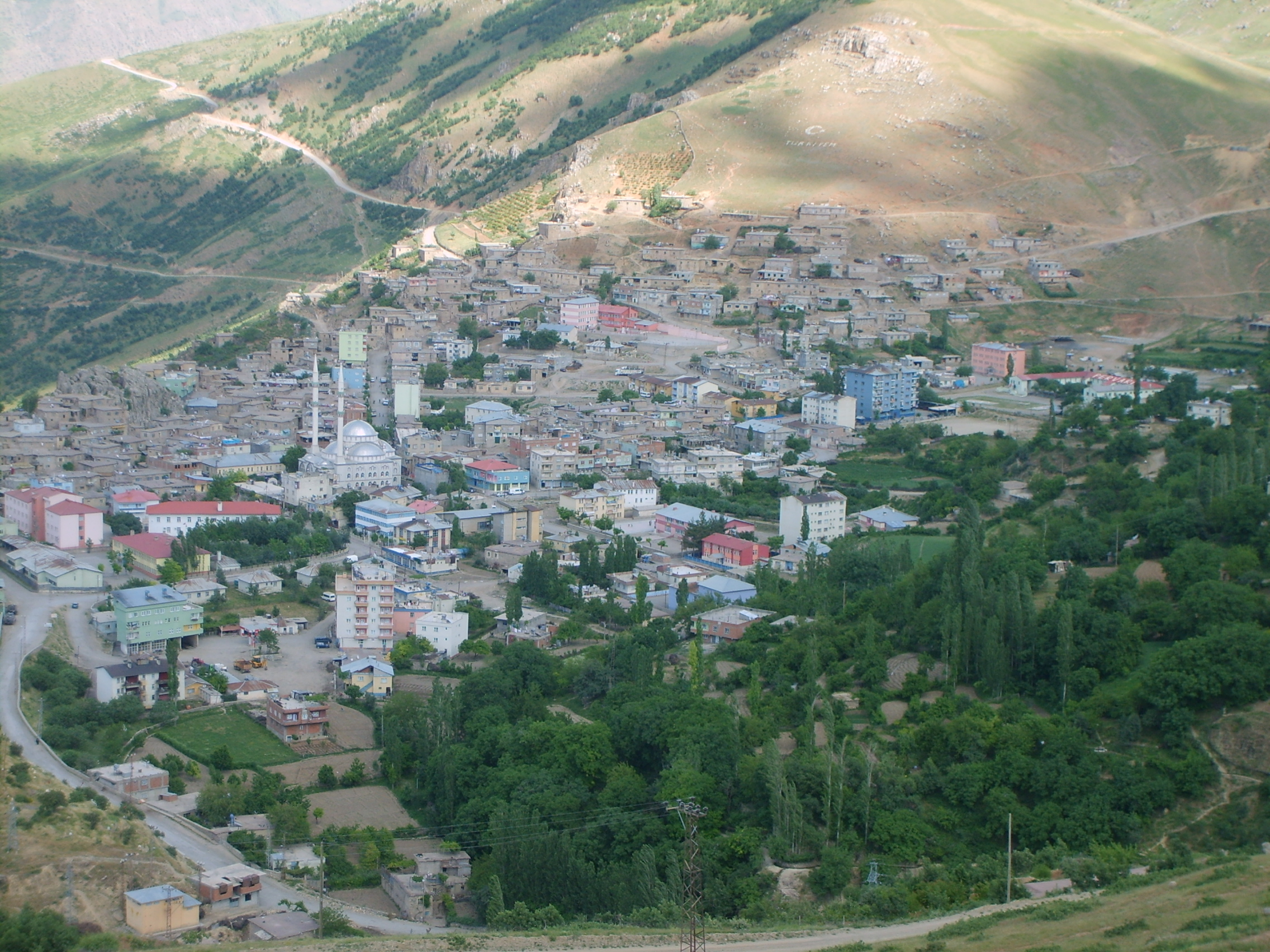
A panoramic view of Pervari

Pervari là một huyện thuộc tỉnh Siirt, Thổ Nhĩ Kỳ. Huyện có diện tích 1416 km² và dân số thời điểm năm 2007 là 32642 người, mật độ 23 người/km².